# Kristina Gemzell-Danielsson
Kristina Gemzell-Danielsson (ur. 25 kwietnia 1962) – szwedzka lekarka, specjalizująca się w ginekologii i położnictwie, profesorka na Karolinska Institutet oraz orędowniczka na rzecz bezpiecznej aborcji. Znana jest ze swoich badań nad różnorodnymi metodami planowania rodziny.

## Życiorys
Całe zawodowe życie nieprzerwanie związana z Karolinska Institutet, gdzie w 1987 roku ukończyła studia na kierunku lekarskim, w 1995 roku obroniła doktorat, a w 2000 roku habilitację. Od 1998 roku jest specjalistką w zakresie ginekologii i położnictwa i praktykuje w Szpitalu Uniwersyteckim Karolinska w Sztokholmie.
Zainteresowania zawodowe obejmują badania nad rozwojem nowoczesnych metod antykoncepcji, bezpiecznej aborcji i receptywności endometrium. Autorka bądź współautorka kilkuset publikacji naukowych.
Od wielu lat związana z organizacją Women on Web zapewniającą dostęp do bezpiecznej aborcji.